# 패디 에드워즈
패디 에드워즈(Paddi Edwards, 1931년 12월 9일 ~ 1999년 10월 18일)는 미국의 배우, 성우이다.
런던에서 태어났으며 엔시노에서 사망하였다. 사인은 호흡 부전이다.

## 출연 작품
- 헤라클레스 (1997년) - 운명들 역 (애니메이션)
- 케이지드 피어 (1992년)
- 인어 공주 (1989년) - 플롯섬 앤드 젯섬 역 (애니메이션)
- 스튜어디스 스쿨 (1986년)
- 인플루언스 (1986년)
- 젊은 분노 (1986년)
- 그 맑고 환한 밤 중에 (1984년)
- 고스트버스터즈 (1984년)
- 할로윈 3 (1983년)
- 위대한 승리 (1982, Life of the Party: The Story of Beatrice)

### 텔레비전
- 미녀 첩보원 (1984-86, Scarecrow and Mrs. King)